# 菊理媛命
菊理媛命（又称菊理媛神、菊理姬命）是日本神祇，被視為是加賀白山等白山神社所供奉的白山比咩大神，白山权现的同一神祇。傳說中菊理媛曾試著想讓伊邪那岐和伊邪那美和好，當成是結緣神，或是具有協調生者與死者、消除污穢不淨的神。
與白山比咩大神視為一體的原因不明。現在的白山比咩神社則主要供奉菊理媛神（白山比咩神），另供奉伊奘冉尊、伊奘諾尊。